# Kabinetsformatie Nederland 2006

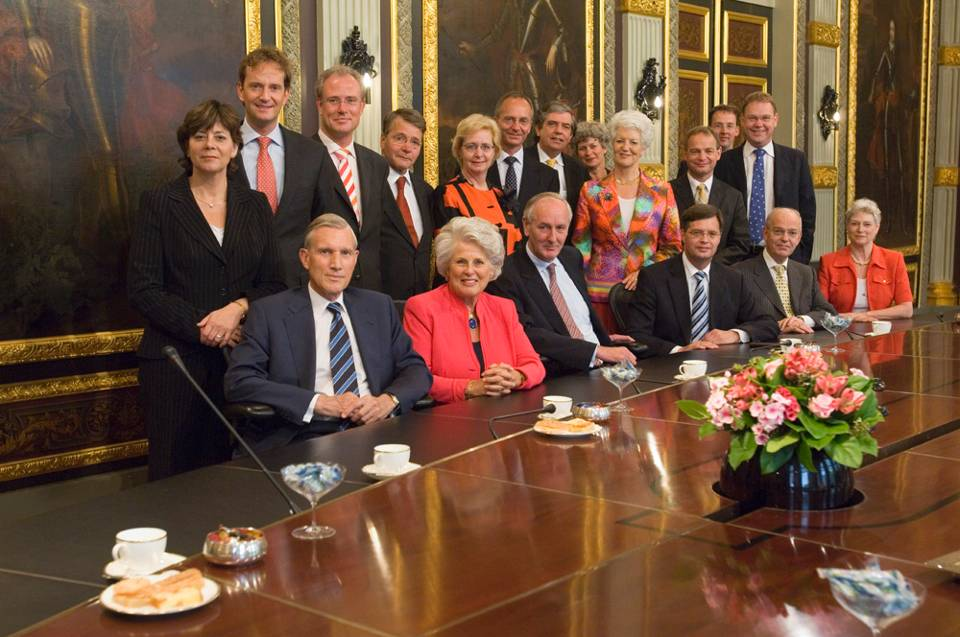
Omdat het kabinet bestond uit vrijwel dezelfde bewindspersonen als het vorige kabinet, werd afgezien van de traditionele bordesscène. In plaats daarvan werd de pers deze fotogelegenheid geboden aan het begin van de eerste ministerraad op 7 juli.

Na de val van het kabinet-Balkenende II op 30 juni 2006 vond een kabinetsformatie plaats in Nederland. Op 7 juli resulteerde dit in het kabinet-Balkenende III. Het minderheidskabinet werd gevormd door Christen-Democratisch Appèl (CDA) en Volkspartij voor Vrijheid en Democratie (VVD). Het was een voortzetting van kabinet-Balkenende II, maar dan zonder bewindspersonen van Democraten 66 (D66).

## Achtergrond
Directe oorzaak voor de kabinetscrisis was het handelen van VVD-minister voor Vreemdelingenzaken en Integratie Rita Verdonk met betrekking tot de Nederlandse nationaliteit van VVD-Kamerlid Ayaan Hirsi Ali. In het debat dat daarover in de Tweede Kamer werd gevoerd, steunde D66 op 29 juni uiteindelijk een motie van wantrouwen tegen Verdonk, die echter geen meerderheid haalde. De D66-fractie had al langer moeite met het kabinet, waar zij met zes zetels de kleinste partner waren. Zij was bijvoorbeeld tegen de militaire missie in de Afghaanse provincie Uruzgan.
Ondanks de steun van D66 aan de motie van wantrouwen, bleven de Tweede Kamerfracties van VVD en CDA achter Verdonk staan. De ministerraad na het debat, nam unaniem het standpunt in dat dit geen gevolgen had voor het kabinet, dus inclusief de ministers van D66. Volgens D66-Kamerlid Bert Bakker wilde D66-minister Laurens Jan Brinkhorst doorregeren. D66-minister Alexander Pechtold was kort daarvoor tot lijsttrekker gekozen, en wilde graag zijn ministerschap gebruiken als platform.
Na de ministerraad legde minister-president Jan Peter Balkenende een korte verklaring af in de Kamer, waarin hij herhaalde dat het kabinet geen gevolgen zou verbinden aan de steun van D66 aan de motie. D66-fractievoorzitter Lousewies van der Laan gaf toen aan het vertrouwen in het kabinet op te zeggen, en zei dat de minister-president daarom op grond van de zogenaamde vertrouwensregel direct ontslag moest aanbieden aan de koningin. Omdat er geen motie van wantrouwen was ingediend en aangenomen, ontstond er in staatsrechtelijke zin onduidelijkheid of het kabinet gevallen was. In een spoedzitting van de ministerraad tijdens de schorsing van het debat concludeerden de ministers dat zij hun functie ter beschikking moesten stellen, en dus demissionair zouden zijn. Van de D66-bewindspersonen verwacht dat zij wel per direct het kabinet verlieten, tot hun onaangename verrassing. Op 30 juni bood Balkenende deze conclusie aan bij de koningin.
Teleurgesteld dat het kabinet gevallen was, kondigden CDA en VVD aan als niet-demissionair minderheidskabinet door te willen gaan. Belangrijke reden daarvoor was dat zij een volwaardige begroting wilden presenteren in 2007 met een lastenverlichting van ruim een miljard euro, na jaren van bezuinigingsrondes. Ook de ingediende wet Werken aan winst wilden ze behandelen, met een lastenverlichting voor bedrijven van eveneens een miljard.

## Informateur Lubbers

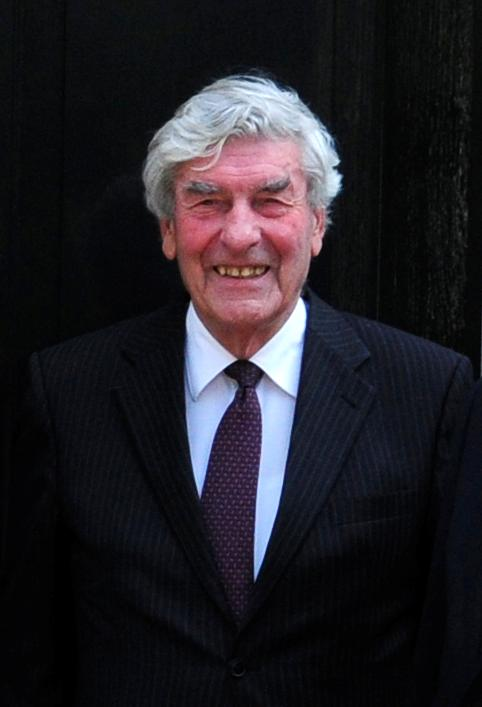
Informateur Ruud Lubbers (CDA), foto uit 2011.

Koningin Beatrix ontving na het ontslag haar adviseurs en de fractievoorzitters. VVD en CDA pleitten voor vorming van een 'rompkabinet met een missionaire status'. De Lijst Pim Fortuyn (LPF), ChristenUnie, Staatkundig Gereformeerde Partij (SGP) en de Groep Nawijn steunden deze oproep, gezamenlijk met CDA en VVD een Kamermeerderheid. Partij van de Arbeid (PvdA), D66, GroenLinks, de Groep Lazrak en de Groep Wilders wezen dit af, hoewel PvdA en Socialistische Partij (SP) spoedig aangaven zich hier niet tegen te verzetten. Oud-CDA-premier en minister van Staat Ruud Lubbers werd op 1 juli door de koningin gevraagd om als informateur 'een missionair kabinet van CDA en VVD te vormen'. Het kabinet had als taak verkiezingen te bevorderen op 'een nader te bepalen datum in november 2006'.
Voor gedoogsteun aan het kabinet werd vooral gekeken naar ChristenUnie/SGP (vijf zetels), D66 (zes zetels) en de LPF (gingen gedurende de formatie van zeven naar zes zetels). Van der Laan gaf aan ondanks het opzeggen van vertrouwen het belastingplan en de begroting te steunen, aangezien D66 daar eerder in kabinet ook voorstander van was. Verder ging het veel over de 'lijstjesproblematiek': welke wetten en maatregelen konden nog met gedoogsteun doorgevoerd worden.
Op 5 juli bracht Lubbers verslag uit. De verkiezingsdatum op 22 november dat jaar kon op ruime steun rekenen. Ook voor de begroting en het belastingplan was voldoende steun, omdat D66 steun zou geven. Hij beklemtoonde dat voor de LPF geen bijzondere rol was weggelegd. Lubbers behandelde de lijstjesproblematiek niet in detail, maar gaf het kabinet mee terughoudend te zijn. Ten slotte raadde hij aan Balkenende formateur te maken. Opmerkelijk genoeg kondigde Van der Laan na het verslag aan nog steeds een eventuele motie van wantrouwen te steunen tegen het kabinet, omdat Verdonk er nog in zat.

## Formateur Balkenende

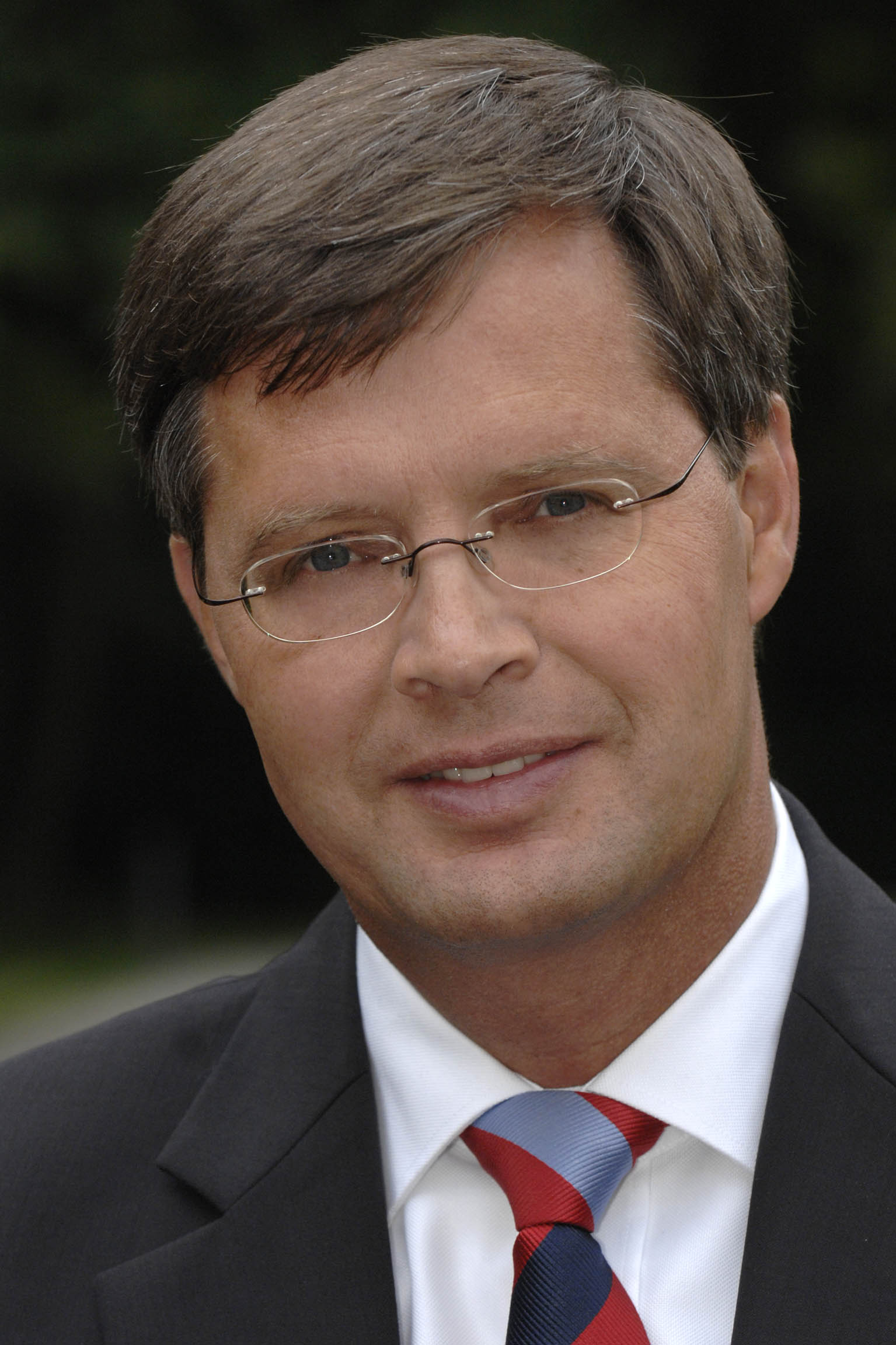
Formateur Jan Peter Balkenende, foto uit 2006.

Op 5 juli benoemde de koningin Balkenende als formateur met de opdracht om een kabinet te vormen uit CDA en VVD. Met fractievoorzitters Mark Rutte (VVD) en Maxime Verhagen (CDA) sprak hij over de samenstelling van het kabinet. De demissionaire bewindslieden zouden allemaal toetreden tot het nieuwe kabinet. De ministersposten die vacant waren vanwege het opstappen van de D66-ministers werden opgevuld. Staatssecretaris van Financiën Joop Wijn werd minister van Economische Zaken. Staatssecretaris van Europese Zaken Atzo Nicolaï werd minister voor Bestuurlijke vernieuwing en Koninkrijksrelaties. Ook trad Bruno Bruins toe tot het kabinet als staatssecretaris van Onderwijs, maar die was al voor de val van het kabinet aangewezen. Ze werden op 7 juli beëdigd na het constituerend beraad op 6 juli.

## Bron
- Brouwer, Jan Willem (2016). 'We gaan gewoon door'. In: Van Baalen, Carla; Van Kessel, Alexander (ed.).    Kabinetsformaties 1977-2012. Boom, Amsterdam, pp. 389-402. ISBN 9789461054661. NUR 680.